# Naagin
Naagin (en hindi: नागिन) es una serie de televisión india transmitida por Colors TV desde el 1 de noviembre de 2015.
La primera temporada se emitió del 1 de noviembre de 2015 al 5 de junio de 2016. Protagonizada por Mouni Roy, Arjun Bijlani, Adaa Khan.
La segunda temporada se emitió del 8 de octubre de 2016 al 25 de junio de 2017. Protagonizada por Mouni Roy, Karanvir Bohra, Adaa Khan, Kinshuk Mahajan.
La tercera temporada se emitió del 2 de junio de 2018 al 26 de mayo de 2019. Protagonizada por Surbhi Jyoti, Pearl V Puri, Anita Hassanandani, Rajat Tokas.
La cuarta temporada se introdujo con un nuevo título, Naagin: Bhagya Ka Zehreela Khel. Se emitió a partir del 14 de diciembre de 2019. Su transmisión se interrumpió el 22 de marzo de 2020 y se reinició el 18 de julio de 2020. Terminó el 9 de agosto de 2020. Protagonizada por Nia Sharma, Vijayendra Kumeria.
La quinta temporada se emitió del 9 de agosto de 2020 al 6 de febrero de 2021. Está protagonizada por Surbhi Chandna, Sharad Malhotra, Mohit Sehgal.
La sexta temporada se emitió del 12 de febrero de 2022 al 9 de julio de 2023 y fue protagonizada por Tejasswi Prakash, Simba Nagpal, Mahek Chahal, Shrey Mittal and Vatsal Sheth en roles principales.
En el último episodio de la temporada 6, se anunció la temporada 7.

## Reparto
- Mouni Roy (temporadas 1-3) como Shivanya / Mahanaagrani Shivangi.
- Arjun Bijlani (temporadas 1-3) como Ritik Singh / Sangram Singh.
- Adaa Khan (temporadas 1-4) como Shesha / Ruchika / Takshika / Ku-Sarpo ki Raani Shesha.
- Sudha Chandran (temporadas 1-4) como Yamini Singh Raheja.
- Karanvir Bohra (temporadas 2-3) como Rocky Pratap Singh / Takshak Naagraj.
- Aashka Goradia (temporadas 1-2) como la reina Avantika de Mahishmati (abeja).
- Kinshuk Mahajan (temporada 2) como Naag Rudra.
- Karishma Tanna (temporada 3) como Naagin Ruhi / Huzoor.
- Surbhi Jyoti (temporada 3) como Naagrani Bela / Naagrani Shravani.
- Pearl V Puri (temporada 3) como Mahir Sehgal / Mihir.
- Anita Hassanandani (temporada 3) como Naagin Vishakha / Vish.
- Rajat Tokas (temporadas 1 y 3) como Kabir / Naag Vikrant.
- Rakshanda Khan (temporada 3) como Nidhog Naagrani Sumitra.

## Episodios
| Temporada | Temporada                | N.º de episodios | Emisión original        | Emisión original     |
| Temporada | Temporada                | N.º de episodios | Primera emisión         | Última emisión       |
| --------- | ------------------------ | ---------------- | ----------------------- | -------------------- |
|           | 1                        | 62               | 1 de noviembre de 2015  | 5 de junio de 2016   |
|           | 2                        | 75               | 8 de octubre de 2016    | 25 de junio de 2017  |
|           | 3                        | 104              | 2 de junio de 2018      | 26 de mayo de 2019   |
|           | 4                        | 37               | 14 de diciembre de 2019 | 9 de agosto de 2020  |
|           | 5                        | 52               | 9 de agosto de 2020     | 5 de febrero de 2021 |
|           | Especial Basant Panchami | 2                | 5 de febrero de 2022    | 6 de febrero de 2022 |
|           | 6                        | 146              | 30 de enero de 2022     | 9 de julio de 2023   |

## Emisión internacional
- Indonesia: SCTV y Indosiar (2017).
- Malasia: TV3 (2017).
- Pakistán: Filmazia TV (2015-presente).
- Sri Lanka: Shakthi TV (2017) y Sirasa TV (2016-presente).
- Tailandia: Channel 3.
- Vietnam: Echannel (VTVCab5) (2016, 2018).